# Penelope Dudley-Ward
Penelope Anne Rachel Dudley-Ward est une actrice britannique née le 4 août 1914 à Londres (Angleterre) et morte le 22 janvier 1982 dans cette même ville. 

## Biographie
Elle est la fille de William Dudley Ward, député libéral à la Chambre des communes et médaillé olympique de voile, et de Freda Dudley Ward, figure mondaine de la haute société britannique d'après-guerre, connue pour avoir été la maîtresse du prince de Galles (futur Édouard VIII) entre 1918 et 1934. Le nom de famille de ses parents est simplement "Ward", "Dudley" étant le deuxième prénom de son père, mais sa mère l'intègre de fait à leur nom de famille.
Elle arrête sa carrière en 1948 après son mariage avec Carol Reed.

## Filmographie
- 1935 : Moscow Nights d'Anthony Asquith : Natasha Kovrin
- 1935 : Tu m'appartiens (Escape Me Never) de Paul Czinner : Fenella McClean
- 1938 : La Citadelle (The Citadel) de King Vidor : Toppy LeRoy
- 1939 : Hell's Cargo (en) d'Harold Huth : Annette Lestailleur
- 1940 : The Case of the Frightened Lady (en) de George King : Isla Crane
- 1940 : Convoi (en) de Pen Tennyson : Mabel
- 1941 : La Commandante Barbara (Major Barbara) de Gabriel Pascal : Sarah Undershaft
- 1942 : Ceux qui servent en mer (In Which We Serve) de Noël Coward et David Lean : Maureen
- 1943 : L'Étranger (The Demi-Paradise) d'Anthony Asquith : Ann Tisdall
- 1944 : English Without Tears (en) d'Harold French : Joan Heseltine
- 1944 : L'Héroïque Parade (The Way Ahead) de Carol Reed : Mme Perry